# 21 Bridges
21 Bridges er en amerikansk film instrueret af Brian Kirk fra 2019.

## Medvirkende
- Chadwick Boseman som Andre Davis
- Sienna Miller som Frankie Burns
- J.K. Simmons som McKenna
- Stephan James som Michael
- Taylor Kitsch som Ray
- Keith David som Spencer